# Forsyth megye (Észak-Karolina)
Forsyth megye az Amerikai Egyesült Államokban, azon belül Észak-Karolina államban található. Megyeszékhelye és legnagyobb városa Winston-Salem. Lakosainak száma 382 590 fő (2020. április 1.). Forsyth megye Stokes, Rockingham, Guilford, Davidson, Davie, Yadkin és Surry megyékkel határos.

## Népesség
A megye népességének változása:
| Lakosok száma | 351 305 | 354 375 | 357 850 | 361 220 | 369 019 | 382 590 |
|               | 2010    | 2011    | 2012    | 2013    | 2015    | 2020    |